# Yassine Kechta
Yassine Kechta (Paris, 25 de fevereiro de 2002) é um futebolista marroquino que atua como meio-campista. Atualmente joga pelo Le Havre.

## Carreira nos clubes
Yassine Kechta iniciou sua carreira na região parisiense fazendo parte das equipes juvenis do Racing Club e do Paris FC antes de chegar ao Le Havre.
Lá, ele subiu na academia de Le Havre, alcançando notavelmente as oitavas de final do Coupe Gambardella em 2019, já que tinha apenas 15 anos.
Ele fez sua estreia profissional pelo Le Havre em 15 de maio de 2021, substituindo Arouna Sangante na vitória em casa por 3 a 2 da Ligue 2 contra o campeão da liga, o Troyes.

## Carreira internacional
Yassine Kechta é um jovem internacional do Marrocos. Participou do Torneio Sub-17 da UNAF 2018 com a seleção juvenil do Marrocos, que chegou à final em casa. Mais tarde, ele integrou a seleção marroquina que disputou a Copa das Nações Africanas Sub-17 de 2019, na Tanzânia.
Em 2021, quando o futebol internacional juvenil foi retomado após a interrupção da pandemia, fez parte da seleção marroquina que chegou às quartas de final da Copa das Nações Africanas Sub-20 de 2021.

## Títulos
Marrocos sub-23
- Jogos Olímpicos: 2024 (medalha de bronze)